# ウスイロオナガシジミ
ウスイロオナガシジミ（薄色尾長小灰蝶 Antigius butleri）は、チョウ目シジミチョウ科に属するチョウの一つ。

## 形態
ミズイロオナガシジミと同じ属であるが、黒帯が黒点になっていることで見分けられる。ミズイロオナガシジミよりもむしろオナガシジミに似ているといえるが、翅裏のオレンジ帯が前翅に波及しないのが本種、するのがオナガシジミと区別できる。
分布域や生息域が前2種に比べて狭く、目にする機会はそう多くない。

## 生態
卵で越冬する。西日本ではナラガシワを主な食樹としているが、東日本ではミズナラを食樹としている。
やや北寄りの分布で、標高が高い山に多く生息する。成虫は初夏から夏にかけて一度だけ発生する。

## 保全状況評価
ウスイロオナガシジミ九州亜種（鹿児島県栗野岳亜種） Antigius butleri kurinodakensis Fujioka, 1975
- 絶滅危惧IA類 (CR)（環境省レッドリスト）